# Ribes malvifolium
Ribes malvifolium är en ripsväxtart som beskrevs av Pojarkova. Ribes malvifolium ingår i släktet ripsar, och familjen ripsväxter. Inga underarter finns listade i Catalogue of Life.